# Zsolt Simon
Zsolt Simon, né le 26 août 1970 à Rimavská Sobota, est un homme politique slovaque, membre de Most–Híd et ayant appartenu au Parti de la coalition hongroise (SMK/MKP). Le 25 mai 2014, il est élu député européen.

## Biographie
Diplômé de l'université d'agriculture de Brno en 1993, il fonde en 1994 la société Agrotrade. Huit ans plus tard, il est élu député du SMK/MKP au Conseil national de la République slovaque, et devient, le 16 octobre 2002, ministre de l'Agriculture de la deuxième coalition de Mikuláš Dzurinda.
Il quitte le gouvernement le 4 juillet 2006, à la suite de la victoire de l'opposition aux élections législatives, puis participe, en 2009, à la fondation du parti Most–Híd, dont il est élu vice-président. 
Il retrouve le gouvernement le 8 juillet 2010, à l'issue des élections législatives, en tant que ministre de l'Agriculture, de l'Environnement et du Développement régional. Le 1er novembre, son titre est rebaptisé en ministre de l'Agriculture et du Développement rural.
Il est remplacé, le 4 avril 2012, par Ľubomír Jahnátek.